# Wang Han
Wang Han (chinês simplificado: 王涵; 24 de janeiro de 1991) é uma saltadora chinesa, campeã olímpica.

## Carreira
Han conquistou a medalha de ouro nos Jogos Olímpicos de Verão de 2020 em Tóquio na prova de trampolim 3 m sincronizado feminino, ao lado de Shi Tingmao, após somarem 326.40 nos cinco saltos. Na mesma edição, ela também ficou com a prata no trampolim 3 m individual, com a pontuação de 348.75.